# Minajewka
Minajewka (ros. Минаевка) – wieś (sieło) w Rosji, w obwodzie tomskim, w rejonie asinowskim. W 2010 liczyła 633 mieszkańców.